# Краскинское городище
Кра́скинское городище — остатки средневекового города государства Бохай, датированного концом VII (началом VIII)—X вв. Город был заброшен после завоевания Бохая киданями, которые с 929 года стали переселять бохайцев в столичные провинции Киданьской империи и в долину реки Ляохэ. Городище находится в полукилометре от бухты Экспедиции, в приустье правого берега реки Цукановки, в двух километрах к юго-западу от посёлка Краскино Хасанского района Приморского края.
Памятники бохайской культуры были открыты и зафиксированы почти на всей территории Приморья. По утверждению исследователей-археологов А. П. Окладникова и Э. В. Шавкунова, до начала 1960-х годов география бохайских памятников включала всё Приморье. Однако в 1990-е годы территория распространения бохайской культуры была уменьшена до южных и центральных районов края. Культурный слой на городище два раза был подвергнут частичному разрушению. Первый раз корейскими крестьянами, которые в северной его части большую площадь разработали под поле и в 1940—1950-х гг. во время проводившихся здесь местных гарнизонных учений были вырыты окопы, землянки, блиндажи. В отличие от других городищ Бохая Краскинское сохранилось достаточно хорошо. Поэтому оно является одним из основных памятников археологии по исследованию бохайского периода в истории Приморья.

## История открытия и исследования памятника
Развалины городища были обнаружены в 1871 году синологом архимандритом Палладием (Кафаровым). Однако он не увидел в этих развалинах древнего поселения и определил это место как склады для соли морского порта. В 1958 году городище было обнаружено московским археологом Г. И. Андреевым и было им отнесено к эпохе раннего средневековья. В 1960 и 1963 гг. обследованиями занимался археолог Э. В. Шавкунов, который по найденным артефактам датировал городище VIII—X вв. и идентифицировал его с одним из четырёх центров бохайского округа Янь, откуда из Бохая отправлялись дипломатические и торговые миссии в Японию. На вопрос о принадлежности города как центра Янь однозначного ответа нет; китайские историки приводят весомые аргументы, что центр бохайского округа Янь находился в другом месте. С 1980 года систематические раскопки на памятнике проводились под руководством сотрудника Института истории, археологии и этнографии народов Дальнего Востока ДВО РАН В. И. Болдина. Исследования были продолжены и в последующие 1990—2000-е гг., в том числе в 1994 году первой международной российско-корейской экспедицией, затем российско-японской и российско-китайской. В 1995 году был выполнен план всего городища с прилегающей территорией. С 2004 года Тихоокеанским океанологическим институтом ДВО РАН проводились магнитометрические работы по определению и подтверждению планировки города. Радиоуглеродный анализ показал, что заселение городища происходило в конце VII—начале VIII века.

## Описание городища
Многослойное городище в плане имеет вид пятиугольника с несколько скруглёнными углами, с ориентацией сторон по сторонам света с отклонением в 20° к востоку. По всему периметру защищено рвом и валом, строительство которого велось в два этапа. На первом этапе вал имел наружную и внутреннюю каменную кладки, между которыми засыпалась земля. Впоследствии наружняя стена была надстроена из утрамбованных слоёв земли с прослойками галечника. Высота внутренней стороны вала на момент раскопок составляла 1—1,5 м, наружной — до 2,5 м; ширина в основании 10—12 м, по верху — 1 м. Периметр вала по гребню — 1380 м, площадь городища около 12,6 га. Восточная, южная и западная части валов имеют проёмы для ворот, защищённые наружными предвратными укреплениями — дугообразными захабами. Южнее восточных ворот на наружной стороне городской стены была обнаружена каменная башня, выступающая за пределы стены на 2,5—3,5 м. Перепад высот внутри городища между высокой северо-западной частью и низкой — южной составляет 2—2,5 м. От северной стены до южных ворот проходит улица шириной 30 м, разделяя город на две части. На возвышенных участках с обеих сторон улицы сохранились большие каменные основания, предположительно от дворцовых и храмовых сооружений. Культурный слой на памятнике составляет 1,7—2,3 м и имеет пять строительных горизонтов. На Краскинском городище присутствуют артефакты только бохайской культуры.
На городище было обнаружено 12 печей для обжига черепицы. Печи представляли собой прямоугольные котлованы длиной 4—6 м со стенами из камня или из вертикально поставленной грубой черепицы; имели топочное отделение, камеру для обжига и 1—2 трубы. Своды делались из глины с примесью соломы и после обжига разбирались. Топливом служили дрова и каменный уголь.
У западного вала городища был найден каменный колодец, имеющий в нижней части два деревянных венца и деревянную решётку. Внутренний диаметр колодца около 1 м. Возле колодца сохранились 12 рядов черепицы — возможно это остатки от навеса над колодцем. В ходе раскопок в колодце были найдены керамическая посуда, единственный в мире бохайский деревянный сосуд, а также киданьский вазовидный сосуд и сделаны важные определения по подтверждению датировки объектов памятника.
Все строительные горизонты представлены разновременны́ми остатками жилищ прямоугольной формы с кановой отопительной системой. Раскопки, проведённые на территории жилых усадеб, выявили следы хозяйственной деятельности населения. Были найдены крупные тарные сосуды-корчаги, каменные ступы-крупорушки.

## Буддийский храмовый комплекс
Храмовый комплекс находится в северо-западной, наиболее возвышенной части города. От других кварталов города храмовые сооружения отгораживались каменной стеной. Западный конец этой стены доходил до городского вала. В свою очередь культовые сооружения внутри комплекса отделялись от хозяйственной территории, на которой размещались печи по обжигу черепицы и колодец.

### Кумирня
Буддийский храм — кумирня, возведённая на супесчаном основании размерами 11,8×10,4×1 м, облицованном камнем, в плане представляла собой прямоугольное здание колоннадного типа с четырёхскатной крышей и одним входом с юго-западной стороны. По краям конёк крыши украшали терракотовые выступы в форме хвоста ушастой совы, центр — терракотовый бутон цветка лотоса; по углам крыши висели чугунные ветряные колокольцы. На основании сохранились каменные базы для 30 колонн, расположенные в шесть рядов по пять в каждом. Центр храма был вымощен камнем, а напротив входа имелось небольшое возвышение площадью 1,5 м² — возможно алтарь, где была найдена позолоченная бронзовая статуэтка Будды. На территории кумирни также были найдены: 4 вида черепицы — нижняя, верхняя, угловая, козырьковая; горельефное изображение сидящего Будды, 3 литых шестигранных пирамидальных колокольца, фрагменты керамической и чугунной ритуальной посуды. Напротив кумирни у ворот стены была найдена позолоченная статуэтка бодхисаттвы Гуаньинь. Краскинская кумирня датируется VIII—X вв. и по всем признакам соответствует бохайской культуре.

### Башня
В 8 метрах юго-восточнее храма находилось квадратное в плане сооружение со стороной 4 м, крытое черепицей и с такой же ориентировкой как храм. Возможно это была колокольная или барабанная башня.

### Черепичная камера
В 14 м к востоку от угла основания храма было обнаружено уникальное сооружение — подземная камера со стенами, сложенными из битой черепицы. На месте раскопа наблюдалось беспорядочное скопление камней, фрагментов керамики и черепицы. При расчистке появились, по форме близкой к квадрату очертания ямы (камеры), которая была заполнена камнями, битой черепицей, карбонизированными обломками деревянной конструкции — помоста или стеллажа, развалами, состоящими из крупных частей керамических сосудов, мелкими фрагментами костей. Видимо, после обрушения свода в образовавшуюся яму сваливали камни и мусор, а со временем сверху её затянуло супесью. Стены камеры были сложены в основном из горизонтально расположенных черепичных кусков, а также отдельных камней и керамики. Материал для стен укладывался так, что внутренняя поверхность была гладкая, а наружная, скрытая землёй — неровная. Размеры камеры в плане 2,3×2,3 м, высота стен не более 1,3 м. Перекрытие могло быть как арочным, о чём свидетельствуют завалы в верхней кладке черепичных стен к центру камеры, так и плоским, состоящим из деревянных плах, покрытых несколькими слоями черепицы, что может подтверждаться наличием хорошо сохранившегося куска обуглившейся плахи. Стены ориентированы также как и основные объекты храмового комплекса — от линии север-юг с отклонением к востоку примерно около 30°, что говорит о строительстве камеры как единой части всего комплекса. Камера была построена позже храма верхнего горизонта и при этом была повреждена более поздним строением жилой усадьбы. Раскопки проводились в 2003—2004 годах, в течение двух сезонов.
Находки из заполнения камеры:
- Деревянная конструкция: доски, бруски, плашки, колья, изготовленные из зубчатого дуба;
- Керамические изделия: гончарная посуда — корчаги и корчажки, вазовидные сосуды, миски, блюда, горшки, чаша большого и чаши малого размеров, блюдце, крышка, чайник, пароварки; фрагменты глазурованной посуды и фарфора; терракотовые изделия и черепица; лощи́ла; игральные керамические «фишки», глиняная скульптура животного;
- Бронзовые и железные поясные украшения;
- Железный хозяйственный инвентарь: лопата, замок, пробои, скобы, гвозди и наконечники стрел;
- Чугунные изделия: втулки ступиц тележных колёс, чека тележной оси, весовая гирька;
- Каменная накладка для пояса, каменная плита с выгравированной разметкой, возможно, игрового поля для настольной игры с «фишками».

Основной подъёмный материал, характеризующий культуру и хозяйство Бохая, был извлечён из заполнения камеры, которое образовалось после её разрушения. Предположительно камера имела ритуальное значение. Это мог быть реликварий, могильный склеп или совмещённый объект.

## Вывод
Аборигенными признаками в ранних строительных горизонтах является наличие лепной керамики мохэского типа, которая свидетельствует о присутствии тунгусо-маньчжурского пласта населения. Бохайскими признаками государства являются: долинный тип поселения подтрапециевидной формы с северной ориентацией, земляные валы с каменной облицовкой и воротами с захабом, культовое буддийское сооружение — кумирня и скульптурные изображения Будды, круговые сосуды когурёского происхождения. На памятнике не обнаружено материалов, характерных для времени Цзинь, Восточного Ся. По материалам, полученным на раскопках с других бохайских городищ Приморья, были сделаны выводы, что Краскинская крепость являлась не рядовым городом, а административным центром. Все артефакты памятника совпадают с находками из городищ Верхней и Восточной столиц Бохая. Общую датировку городища — конец VII (начало VIII)—X вв. подтверждают: найденная танская монета VIII века «Кай Юань Тун Бао», имевшая хождение в VIII—X вв., посуда из печей танского типа, концевые диски черепицы танского периода и др., а также радиоуглеродный анализ. Точная датировка, когда город прекратил своё существование, не установлена. На городище обнаружены киданьские вещи: сосуд в колодце, поясные детали, вероятно привезённые киданями во время завоевания Бохая в 926 году. Краскинское городище рассматривается как эталонный памятник бохайской культуры. По его материалам можно решать вопрос о принадлежности к этой культуре целой серии других одновременны́х Краскинскому археологических памятников в Приморье.